# Ауди е-трон
 Тази статия е за търговската марка.  За модела автомобили, наричан първоначално така, вижте Ауди Q8 е-трон.  
„Audi e-tron“ е търговска марка на германската автомобилна компания „Ауди“ за част от нейните електрически или хибридни автомобили.
Първоначално тя се използва за поредица концептуални автомобили с електрическо или хибридно задвижване на германската автомобилна компания „Audi“. Първият модел на „Audi e-tron“ е демонстриран пред публика през 2009 г. и е базиран на спортния автомобил „Audi R8“. През следващите години компанията показва още няколко концептуални модела „Audi e-tron“, включително базирани на моделите „Audi A1“ и „Audi A3“.
През следващите години „Ауди“ започва да произвежда серийно „е-трон“ варианти на моделите „Ауди A3“, „Ауди A4“, „Ауди A8“, „Ауди Q5“ и „Ауди Q7“. През 2018 година започва серийното производство на модел средни SUV с наименованието „Ауди е-трон“.